# Edward Witten
Edward Witten (ur. 26 sierpnia 1951 w Baltimore) – amerykański fizyk teoretyczny i matematyk, profesor Institute for Advanced Study (IAS) w Princeton. Laureat prestiżowych nagród fizycznych, ustępujących statusem tylko Nagrodzie Nobla jak Medal Lorentza (2010) czy Nagroda Fizyki Fundamentalnej (2012), a także najwyższych wyróżnień matematycznych – w tym Medalu Fieldsa (1990); w 2021 roku Witten pozostaje jedynym fizykiem, który otrzymał tę nagrodę.
W 1986 i 2002 wygłosił wykłady plenarne na Międzynarodowym Kongresie Matematyków.
Witten zasłynął w teorii cząstek elementarnych i kwantowej grawitacji dzięki pracom nad teorią superstrun. W latach 90. zunifikował jej główne warianty – opisujące czasoprzestrzeń 10-wymiarową – oraz supergrawitację zawierającą jeszcze jeden, jedenasty wymiar. Zaproponował tak M-teorię. Witten wprowadził również topologiczną kwantową teorię pola i miał wpływ na rozwój samej matematyki, przez badanie pokrewnych obszarów topologii i geometrii.

## Członkostwa
- 2006: Papieska Akademia Nauk[5].

## Wyróżnienia
1. 1985: Medal Diraca (ICTP),
2. 1990: Medal Fieldsa,
3. 1998: Dannie Heineman Prize for Mathematical Physics,
4. 2000: Nagroda Frederica Essera Nemmersa w dziedzinie matematyki,
5. 2002: National Medal of Science,
6. 2006: Nagroda Henriego Poincarégo,
7. 2008: Nagroda Crafoorda w dziedzinie matematyki,
8. 2010: Medal Lorentza,
9. 2010: Medal Isaaca Newtona,
10. 2012: Nagroda Fizyki Fundamentalnej,
11. 2014: Nagroda Kioto w dziedzinie matematyki[6],
12. 2016: Albert Einstein World Award of Science,
13. 2023: Hamburg Prize for Theoretical Physics[7].